# АРАКС (эксперимент)
Аракс (англ. ARAKS, ARtificial Aurora between Kerguelen and Sogra — «Искусственное полярное сияние Кергелен-Согра») — советско-французский научный эксперимент, направленный на изучение ионосферы и магнитного поля Земли.

## Описание эксперимента
Эксперимент проводился в январе-феврале 1975 года. С острова Кергелен на двух французских твердотопливных геофизических ракетах «Эридан» был запущен советский ускоритель заряженных частиц и другая научная аппаратура (суммарно около 50 приборов общей массой более 450 кг). На высоте нескольких сот километров ускоритель испускал электроны (27 кэВ, ток 0.5 А и 15 кэВ, ток 1 А), которые под действием магнитного поля Земли преодолевали за несколько секунд расстояние до ста тысяч километров и вызывали различные явления над Архангельской областью, которые регистрировались и изучались.
Запуски состоялись 26 января и 15 февраля 1975 года. Первая ракета была запущена в плоскости геомагнитного меридиана, в сторону севера, целью запуска было исследование взаимодействия волн и частиц и механизмов возникновения полярных сияний. Первые две трети полёта инжектировались электроны с энергией 27 кэВ, последнюю треть — 15 кэВ.
Второй запуск был направлен к геомагнитному востоку для изучения азимутального дрейфа электронов (т. н. электронного эха) и влияния электрического поля на движение таких электронов. Как и в первом запуске, измерялось распределение частиц по энергиям и углам после рассеяния в атмосфере под ракетой.
Непосредственно перед каждым запуском ракет «Эридан» с электронной пушкой, на высоту 80 км запускались ракеты «Аркас» с детекторами рентгеновского излучения, вызываемого потоками электронов. За эту часть эксперимента отвечал Хьюстонский университет, США.
В Архангельской области было установлено 12 высокочувствительных телекамер для съемки полярного сияния. С 9 декабря 1974 года между деревней Ваймушей, Парижем и островом Кергелен в Индийском океане была установлена прямая телетайпная связь. Во время второго запуска также проводились наблюдения с борта летающей лаборатории Як-40. В Костроме и Вологде работали радары-спектрографы ИТМИРАС21 (ITMIRAS21).
Из-за плохих метеоусловий сбор данных в оптическом диапазоне не удался. В то же время наблюдения при помощи радаров были успешными. Точки прихода пучка на территорию СССР позволили проверить математические модели магнитного поля Земли. Так, время полёта электронов от острова Кергелен до советской территории значительно отличалось от предсказаний модели.
Длительность сигналов на радаре была до трех раз больше, чем соответствующее время работы ускорителя электронов.

## В искусстве
Об эксперименте в 1975 году на студии «Центрнаучфильм» был снят научно-популярный фильм «Эксперимент АРАКС». Была также выпущена сцепка из двух почтовых марок и купона ФЮАТ  (Yt #40,41), посвящённая эксперименту, а так же памятные сувенирные медали.